# Кеј-пакс
Кеј-пакс (енгл. K-PAX) је амерички научно-фантастични филм из 2001. године. Режирао га је Јејн Софтли, а глуме Кевин Спејси, Џеф Бриџис, Мери Мекормак и Алфри Вудард. Сценарио су написали Џин Бруер и Чарлс Левит. Базиран је на Бруеровој истоименој новели, у којој психијатријски пацијент тврди да је са планете Кеј пакс. Током свог лечења, пацијент показује поглед на свет који се веома инспирише друге пацијенте у болници, а посебно психијатра. 